# Pierre II d'Amboise
Pierre II d'Amboise (v. 1357 - 1426), fils d'Isabeau de Thouars et d'Ingelger Ier d'Amboise (seigneur d'Amboise et de Berrie ; fils de Pierre Ier d'Amboise, lui-même fils de Jean II d'Amboise), petit-fils de Louis Ier de Thouars et de Jeanne de Dreux, fut vicomte de Thouars, seigneur d'Amboise, de Bléré et de Montrichard et comte de Benon.

## Biographie
Vers 1377, il épouse Jeanne de Rohan, fille de Jean Ier de Rohan et de Jeanne de Léon, veuve de Robert d'Alençon, mais elle meurt en 1407 sans lui donner d'héritier. Pierre d'Amboise participe au siège de Nantes en 1380 où il est fait chevalier par Amaury de Clisson, cousin-germain du connétable de France. Il succède à sa tante Péronnelle de Thouars en 1397 devenant ainsi le 31e vicomte de Thouars. La vicomté de Thouars constitua un accroissement très significatif de la puissance de la maison d'Amboise.
Le seigneur d'Amboise est un allié fidèle d'Arthur de Bretagne, comte de Richemont/Richmond et connétable de France, y compris contre le roi de France Charles VII. Cela ne lui fut pas toujours très favorable. En 1404, il hérita de sa mère et de sa tante maternelle, Isabeau et Marguerite de Thouars, la châtellenie de Talmont. Il épousa en secondes noces en 1408 Anne de Goyon (fille de Bertrand III de Goyon-Matignon et de Marie de Rochefort), mais elle ne lui donna pas d'héritier non plus.
Il meurt en 1426 et est enterré dans l'église des Cordeliers d'Amboise. Son frère Ingelger II, † vers 1410, assure la succession d'Amboise et de Thouars de manière posthume, par son fils Louis. Leur sœur, Péronelle d'Amboise, se maria avec Olivier du Guesclin, frère de Bertrand Du Guesclin.

## Sources
- Père Anselme[source insuffisante]